# Makoto Saito (luchador)
Makoto Saito (斎藤 誠 Saito Makoto?) es un habilidoso luchador profesional japonés, más conocido por sus nombres artísticos Darkness Dragon y K-ness. Saito trabaja actualmente en Dragon Gate.

## Carrera
Saito recibió entrenamiento de lucha libre en el dojo de Animal Hamaguchi, finalizando su instrucción en Wrestle Yume Factory.

### Michinoku Pro Wrestling (1996)
Saito debutó en Michinoku Pro Wrestling en 1996 al lado de Yoshito Sugamoto y Susumu Mochizuki, siendo usados principalmente como jobbers. A finales de año, los tres dejaron la empresa.

### Wrestle Yume Factory (1996-1999)
Después de salir de MPW, Saito fue contratado en Wrestle Yume Factory, donde comenzó a luchar de forma regular. En 1999, tras acabar su entrenamiento, Makoto fue transferido a Toryumon como resultado de un acuerdo entre ambas empresas.

### Toryumon (1999-2004)
Makoto debutó en Toryumon Japan en febrero de 1999, siendo derrotado por Masashi Aoyagi. Al poco tiempo, Saito adoptó el nombre de MAKOTO (todo en mayúsculas) y comenzó a luchar al lado de Magnum TOKYO contra el grupo heel Crazy MAX (CIMA, TARU, SUWA & Sumo Fuji). Sin embargo, al igual que ocurrió con TARU, MAKOTO atrajo la atención de los miembros del grupo como posible miembro, y se estipuló un combate entre TARU y MAKOTO en el que si Saito conseguía ganar, sería admitido en Crazy MAX. Contra todo pronóstico, MAKOTO ganó la lucha y fue convertido en miembro oficial; sin embargo, TARU quedó disgustado con esta decisión. Tras su adhesión a Crazy MAX, MAKOTO tuvo una larga racha de victorias, pero su enfrentamiento con TARU siguió, y después de que MAKOTO le traicionase en varias ocasiones, se enfrentó a él en una lucha en la que el perdedor sería expulsado de Crazy MAX y de Toryumon. Esta vez MAKOTO perdió, y fue atacado por los de CMAX. Tras ello, Saito desapareció de escena.
A finales de 2000, después de un combate de máscara contra cabellera entre Dragon Kid y SUWA, un misterioso personaje vistiendo una máscara similar a la de Kid apareció y atacó a su homólogo. Al poco, se reveló el nombre del agresor: Darkness Dragon, la versión oscura de Último Dragón, interpretada por Saito. Darkness Dragon usaba atuendo y máscaras similares a los suyos -aunque la máscara poseía ciertos rasgos de la de Rey Mysterio, viejo enemigo de Último- en tonos azul oscuro y negro, y un estilo de lucha bastante diferente, más agresivo y contundente. A partir de ese día, Darkness Dragon -heel declarado- entró en un feudo con Dragon Kid, atacándose mutuamente después de los combates. Además, Dragon fue hecho miembro del grupo M2K (Masaaki Mochizuki, Susumu Mochizuki & Yasushi Kanda), quienes le ayudaron en la rivalidad. Durante ese tiempo, Makoto participó en el torneo El Número Uno 2001, aunque sus combates no fueron concluyentes debido a la tendencia de M2K de acabar los combates de sus miembros en doble cuenta fuera. Meses más tarde, Dragon, Susumu y Kanda consiguieron el UWA World Trios Championship al derrotar a Crazy MAX; sin embargo, lo perderían contra ellos en poco tiempo. Meses más tarde, M2K volvería a recuperar el título ante Dragon Kid, Magnum TOKYO & Ryo Saito, de nuevo perdiéndolo ante Crazy MAX.
En 2002, Magnum TOKYO se hizo con el liderazgo de M2K tras expulsar a Mochizuki. Darkness volvió a competir en El Número Uno, con un resultado similar al del año anterior. Además, Dragon comenzaría a criticar a TOKYO por su diferencia de estilos, aunque después de que Darkness derrotase Genki Horiguchi para ganar el NWA World Welterweight Championship, las rencillas parecieron desaparecer. En venganza a una derrota sufrida ante él, Dragon Kid retó a Darkness Dragon en un combate en el que el perdedor debería desenmascararse, a lo que Dragon aceptó, poniendo como condición que el árbitro fuese Yasushi Kanda; sin embargo, contra todo pronóstico, Kanda fue imparcial e impidió a M2K intervenir. Kid ganó el combate, con lo que Saito se quitó la máscara y reveló su identidad como MAKOTO, abrazando a Dragon Kid y a los miembros de M2K antes de declarar que abandonaba el grupo con Kanda. Ambos se convirtieron en faces, enfrentándose a M2K en múltiples ocasiones; pero mientras que Yasushi se unió al resto de luchadores de Toryumon, Toryumon Seikigun, Dragon iría por libre, consiguiendo la ayuda de Dragon Kid y Ryo Saito para crear el grupo Do FIXER. Sin embargo, tras el retiro de Kanda, el cual llevó a Magnum TOKYO a cerrar M2K, Darkness Dragon atacó a Kid y Saito y se unió a Magnum y los exmiembros de M2K, revelando que su período de face había sido falso y que había estado sirviendo a TOKYO en el propósito de afectar las relaciones de los luchadores de Seikigun (lo cual funcionó, ya que Saito y Kid fueron expulsados). El nuevo Do FIXER fue conformado por los restos de M2K con Magnum como líder, y Darkness Dragon cambió su nombre a K-ness -el apodo por el que Darkness Dragon era conocido-, usando una máscara ligeramente diferente. A partir de ese momento, Do FIXER se enfrentó al resto de grandes grupos de Toryumon, con K-ness entrando en un intenso feudo con YOSSINO. En uno de los combates de la rivalidad, K-ness derrotó a YOSSINO para ganar los servicios obligados de la (kayfabe) mascota de YOSSINO, Venezia, humillando así a su amo.
A mediados de 2004, K-ness y su colega Susumu Yokosuka dejaron Do FIXER para unirse a Masaaki Mochizuki y formar Final M2K.

### Dragon Gate (2004-presente)
Después de la ida de Último Dragón de la empresa, Toryumon Japan fue renombrado Dragon Gate, contratando a gran parte de los antiguos luchadores de Japan. Comenzada la nueva promoción, Final M2K consiguió a Kenichiro Arai y Second Doi como nuevos miembros, ya que ellos también habían formado parte de M2K en el pasado, aunque Doi se volvería contra ellos poco después para formar el dúo Iron Perms con Don Fujii y Naoki Tanizaki. A pesar de ello, Final M2K consiguió una larga serie de victorias contra Aagan Iisou y Crazy MAX.

## En lucha
- Movimientos finales
  - Aoki Hikari[1][2] (Straight jacket facelock) - 2004-presente
  - D3 - Darkness Dragon Driver[1][2] (Straight jacket sitout powerbomb) - 2000-presente
  - Darkness Buster[1][2] (Straight jacket scoop brainbuster) - 2000-presente
  - Visual Driver[4] (Sitout scoop slam piledriver) - 1996-2000
  - Visual Driver II[4] (Sitout inverted suplex slam) - 1996-2000

- Movimientos de firma
  - Kaishaku[1][2] (High-speed roundhouse kick a un oponente sentado)
  - Shouryuukyaku[1][2] (Running jumping high-angle leg lariat a un oponente cargando)
  - Tatsumaki Shouryuukyaku[5] (Jumping corkscrew roundhouse kick)
  - Vampire Headscissors[3] (Super headscissors takedown)
  - Hikari no Rin[2] (Arm drag transicionado en somersault reverse prawn pin)
  - Hikari no Wa[1] (Múltiples sunset flips en círculo)[n. 1]
  - Quick[6] (High-speed crucifix pin)
  - Judah[2] (Modified over the shoulder single leg Boston crab revirtiendo un tilt-a-whirl revolution headscissors armbar del oponente) - 2002-presente
  - Sol de Anochecer[7] (Inverted scissored armbar revirtiendo un cross-armed triangle choke)[n. 2] - 2002-presente
  - Brainbuster
  - Enzuigiri
  - Diving double foot stomp
  - Dropkick, a veces desde una posición elevada
  - Figure four leglock
  - Hurricanrana
  - Lifting side slam
  - Roundhouse kick
  - Running crucifix pin
  - Sitout scoop slam piledriver
  - Spinning heel kick
  - Straigh jacket Gory neckbreaker
  - Tornado DDT

- Mánagers
  - Venezia

- Apodos
  - "K'ness"

## Campeonatos y logros
- Dragon Gate
  - Dragon Gate Open the Brave Gate Championship (1 vez)
  - Dragon Gate Open the Triangle Gate Championship (1 vez) – con Masaaki Mochizuki & Don Fujii
  - Dragon Gate Open the Twin Gate Championship (1 vez) - con Susumu Yokosuka
  - One Night 10 Man Tag Tournament (2004) - con Masaaki Mochizuki, Susumu Yokosuka, Kenichiro Arai & Second Doi

- Toryumon
  - NWA World Welterweight Championship (1 vez)
  - UWA World Trios Championship (2 veces) – con Susumu Mochizuki & Yasushi Kanda (1) y Susumu Mochizuki & Masaaki Mochizuki